# Selección de fútbol sala de Santo Tomé y Príncipe
La Selección de fútbol sala de Santo Tomé y Príncipe es el equipo que representa al país en la Copa Mundial de fútbol sala de la FIFA, en el Campeonato Africano de Futsal y en Futsal en los Juegos de la Lusofonía; y es controlado por la Federación Santotomense de Fútbol.

## Participaciones

### Copa Mundial
| FIFA Futsal World Cup Record | FIFA Futsal World Cup Record | FIFA Futsal World Cup Record | FIFA Futsal World Cup Record | FIFA Futsal World Cup Record | FIFA Futsal World Cup Record | FIFA Futsal World Cup Record | FIFA Futsal World Cup Record | FIFA Futsal World Cup Record |
| Año                          | Ronda                        | J                            | G                            | E                            | P                            | GF                           | GC                           | DIF                          |
| ---------------------------- | ---------------------------- | ---------------------------- | ---------------------------- | ---------------------------- | ---------------------------- | ---------------------------- | ---------------------------- | ---------------------------- |
| 1989                         | No participó                 | No participó                 | No participó                 | No participó                 | No participó                 | No participó                 | No participó                 | No participó                 |
| 1992                         | No participó                 | No participó                 | No participó                 | No participó                 | No participó                 | No participó                 | No participó                 | No participó                 |
| 1996                         | No participó                 | No participó                 | No participó                 | No participó                 | No participó                 | No participó                 | No participó                 | No participó                 |
| 2000                         | No participó                 | No participó                 | No participó                 | No participó                 | No participó                 | No participó                 | No participó                 | No participó                 |
| 2004                         | No participó                 | No participó                 | No participó                 | No participó                 | No participó                 | No participó                 | No participó                 | No participó                 |
| 2008                         | No participó                 | No participó                 | No participó                 | No participó                 | No participó                 | No participó                 | No participó                 | No participó                 |
| 2012                         | No participó                 | No participó                 | No participó                 | No participó                 | No participó                 | No participó                 | No participó                 | No participó                 |
| 2016                         | No participó                 | No participó                 | No participó                 | No participó                 | No participó                 | No participó                 | No participó                 | No participó                 |
| Total                        | 0/8                          | -                            | -                            | -                            | -                            | -                            | -                            | -                            |

### Campeonato Africano
| African Championship Record | African Championship Record | African Championship Record | African Championship Record | African Championship Record | African Championship Record | African Championship Record | African Championship Record |
| Año                         | Ronda                       | J                           | G                           | E                           | P                           | GF                          | GC                          |
| --------------------------- | --------------------------- | --------------------------- | --------------------------- | --------------------------- | --------------------------- | --------------------------- | --------------------------- |
| 1996                        | No participó                | No participó                | No participó                | No participó                | No participó                | No participó                | No participó                |
| 2000                        | No participó                | No participó                | No participó                | No participó                | No participó                | No participó                | No participó                |
| 2004                        | No participó                | No participó                | No participó                | No participó                | No participó                | No participó                | No participó                |
| 2008                        | No participó                | No participó                | No participó                | No participó                | No participó                | No participó                | No participó                |
| 2011                        | Cancelado                   | Cancelado                   | Cancelado                   | Cancelado                   | Cancelado                   | Cancelado                   | Cancelado                   |
| 2016                        | No participó                | No participó                | No participó                | No participó                | No participó                | No participó                | No participó                |
| Total                       | 0/5                         | -                           | -                           | -                           | -                           | -                           | -                           |

### Juegos de la Lusofonía
| Juegos de la Lusofonía | Juegos de la Lusofonía | Juegos de la Lusofonía | Juegos de la Lusofonía | Juegos de la Lusofonía | Juegos de la Lusofonía | Juegos de la Lusofonía | Juegos de la Lusofonía | Juegos de la Lusofonía |
| Año                    | Ronda                  | J                      | G                      | E                      | P                      | GF                     | GC                     | DIF                    |
| ---------------------- | ---------------------- | ---------------------- | ---------------------- | ---------------------- | ---------------------- | ---------------------- | ---------------------- | ---------------------- |
| 2006                   | No participó           | No participó           | No participó           | No participó           | No participó           | No participó           | No participó           | No participó           |
| 2009                   | 5º Lugar               | 4                      | 0                      | 0                      | 4                      | 5                      | 37                     | -32                    |
| Total                  | 1/2                    | 4                      | 0                      | 0                      | 4                      | 5                      | 37                     | -32                    |